# PLA2G12B
PLA2G12B (англ. Phospholipase A2 group XIIB) – білок, який кодується однойменним геном, розташованим у людей на 10-й хромосомі. Довжина поліпептидного ланцюга білка становить 195 амінокислот, а молекулярна маса — 21 659.
| 10         |  | 20         |  | 30         |  | 40         |  | 50         |
| ---------- |  | ---------- |  | ---------- |  | ---------- |  | ---------- |
| MKLASGFLVL |  | WLSLGGGLAQ |  | SDTSPDTEES |  | YSDWGLRHLR |  | GSFESVNSYF |
| DSFLELLGGK |  | NGVCQYRCRY |  | GKAPMPRPGY |  | KPQEPNGCGS |  | YFLGLKVPES |
| MDLGIPAMTK |  | CCNQLDVCYD |  | TCGANKYRCD |  | AKFRWCLHSI |  | CSDLKRSLGF |
| VSKVEAACDS |  | LVDTVFNTVW |  | TLGCRPFMNS |  | QRAACICAEE |  | EKEEL      |

A: Аланін

C: Цистеїн

D: Аспарагінова кислота

E: Глутамінова кислота

F: Фенілаланін

G: Гліцин

H: Гістидин

I: Ізолейцин

K: Лізин

L: Лейцин

M: Метіонін

N: Аспарагін

P: Пролін

Q: Глутамін

R: Аргінін

S: Серин

T: Треонін

V: Валін

W: Триптофан

Задіяний у такому біологічному процесі, як альтернативний сплайсинг. 
Білок має сайт для зв'язування з іонами металів, іоном кальцію. 
Секретований назовні.